# Véronique Müller
Véronique Müller (Murten, 1948. február 9. –) svájci énekesnő, zenész, dalszerző. 
Svájcot képviselte az 1972-es Eurovíziós Dalfesztiválon a C’est la chanson de mon amour című dalával, ahol 88 pontot szerezve a 8. helyezést érte el. A nemzetközi szereplést követően még kétszer vett részt sikertelenül a svájci nemzeti válogatón, 1977-ben és 1986-ban.
1980-ban dalszerzőként versenyzett, az általa írt Cinéma című dallal Paola a negyedik helyet szerezte meg Svájcnak.

## Diszkográfia

### Albumok
- Y Usne Breitegrade (1984)
- Viviamo Per Amare (1990)
- Los E Mal... - Neui Lieder Für Chind Und Settegi Wo Gross Worde Sind
- Véronique Muller Presents International And Swiss Popular Songs
- Du
- Wie Du Und Ig

### Kislemezek, középlemezek
- C'est La Chanson De Mon Amour (1972)
- Liebe, So Heisst Meine Welt (1972)
- D'Abentür Vom Bärnhard Und Bianca (1977)
- Easy (1978)
- Sämeli (1978)
- Chumm Uf d'Alp! = Viens Sur l'Alpe! (1979)
- Holla Trulla (1979)
- En Ardèche